# Szent István Társulat tudományos és irodalmi osztályának felolvasó üléseiből
A Szent István Társulat tudományos és irodalmi osztályának felolvasó üléseiből címmel egy tudományos könyvsorozat jelent meg Magyarországon a XIX. század végétől a XX. század közepéig.

## Jellemzői
A római katolikus Szent István Társulat felolvasó ülésiből készült könyvsorozat 1894-ben indult, és kisebb-nagyobb (20–150 oldalas) könyveket (füzeteket, tanulmányokat) adott közre a legkülönbözőbb tudományos területekről (teológia, történettudomány, irodalomtörténet, fizika). Emlékbeszédek is helyet kaptak a tanulmányok mellett. A sorozatban az első világháború koráig 92 tétel jelent meg. Ezt követően a nagyobb tudományágak szerinti részekre hasadt a sorozat, illetve az emlékbeszédek számára is új sorozat indult. Ezek az utód-sorozatok az 1940-es években szűntek meg.

## 1894–1915
- 1. sz. Kandra Kabos. Az ezeréves Károlyiak. (23 l.) 1894.
- 2. sz. Giesswein Sándor, dr. Az urali nyelvek helyhatározó demonstrativ elemei. (29 l.) 1894.
- 3. sz. Karácson Imre, dr. Két török diplomata Magyarországról a XVIII. században. (20 l.) 1894.
- 4. sz. Dedek Crescens Lajos. Boncz könyve a vallás körüli felségjogokról. (71 l.) 1894.
- 5. sz. Kiss János, dr. Az értelmi ismeretek keletkezése. (28 l.) 1894.
- 6. sz. Hummer Nándor. A kereszténység nyomai Magyarország mai területén a honfoglalás előtt. (69 l.) 1894.
- 7. sz. Czobor Béla, dr. A spalatói archaeológiai kongresszusról. (33 l.)
- 8. sz. Mihályfi Ákos, dr. Emlékbeszéd Szvorényi József fölött. (40 l.) 1895.
- 9. sz. Kiss János, dr. A katholikusok III. nemzetközi tudományos kongresszusáról. (22 l.) 1895.
- 10. sz. Székely István, dr. Monismus és dualizmus a filozófiában. (22 l.)
- 11. sz. Felsmann József. A kalocsai codex. Középkori német költemények gyüjteménye. (60 l.) 1895.
- 12. sz. Surányi János, dr. Az állami tekintély erkölcsi alapja. (22 l.) 1895.
- 13. sz. Hummer Nándor. A szláv kereszténység hazánk mai területén a honfoglalás előtt. (112 l.) 1896.
- 14. sz. Bodnár Gáspár. A katholikus népies irodalom műveléséről. (16 l.) 1896.
- 15. sz. Czobor Béla, dr. Giovanni Battista de Rossi emlékezete. (50 l.) 1896.
- 16. sz. Szekrényi Lajos. Emlékbeszéd Szulik József fölött. (30 l.) 1896.
- 17. sz. Margalits Ede, dr. Márk királyfi (Králjevits Márkó.) Délszláv népballadák a XIV. és XV. századból. (188 l.) 1896.
- 18. sz. Áldássy Antal, dr. Az 1400. évi cividalei zsinat története. (64 l.) 1896.
- 19. sz. Karácsonyi János, dr. A honfoglalás és Erdély. (30 l.) 1896.
- 20. sz. D. José Zorilla. Isten a legjobb tanú. Toledói legenda. Forditotta Kőrösi Albin. (23 l.) 1897.
- 21. sz. Imets F. Jákó. Hunn nyomok a székelyföldi hely- és családnevekben. (56 l.) 1897.
- 22. sz. Kereszty Viktor, dr. Egy fejezet a keresztény ikonografiából. (39 l.) 1897.
- 23. sz. Pintér Kálmán. Ujabb elbeszélő irodalmunk. (46 l.) 1897.
- 24. sz. Piszter Imre, dr. Szent Bernárd és a képzőművészek. (30 l.) 1897.
- 25. sz. Demkó György. A gyermekek vallása. (29 l.) 1897. 2. kiadás. (27 l.) 1906.
- 26. sz. Margalits Ede, dr. Emlékbeszéd Szabó István magyar hellenista fölött. (16 l.) 1897.
- 27. sz. Platz Bonifác, dr. Ó-Egyiptom irodalma. (25 l.) 1897.
- 28. sz. Prohászka Ottokár, dr. Produktiv-e a pénz? Nemzetgazdasági tanulmány. (68 l.) 1898.
- 29. sz. Kuhn Lajos, dr. A ragadozó madarak Torontál vármegye madárvilágában. (16 l.) 1898.
- 30. sz. Leskó József. Szaicz Leó a katholikus ujságirás uttörője. Irodalomtörténeti tanulmány. Szalcz Leó eddig kideritett munkáinak jegyzékével. (99 l.) 1898.
- 31. sz. Franciscy Lajos, dr. Az általános választói jog. (33 l.) 1898.
- 32. sz. Suták József, dr. Geometriai axiomák. (32 l.) 1898. –.60
- 33. sz. Margalits Ede, dr. A rigómezei ütközet. Szerb népdal a XIV. századból. (46 l.) 1898.
- 34. sz. Bartha József, dr. A Toldi-monda. Irodalomtörténeti tanulmány. (80 l.) 1899.
- 35. sz. Füssy Tamás. Mezőlaky Ferenc, zalavári apát s ennek végrendelete folytán inditott nagy fiskusi pör. (72 l.) 1900.
- 36. sz. Fényi Gyula S. J. A napon észlelt jelenségek természetének magyarázata. (24 l.) 1900.
- 37. sz. Surányi János, dr. A pozitiv bölcselet hatása hazánk jog- és állambölcselőire. (37 l.) 1900.
- 38. sz. Csaplár Benedek. A hellén ker. archaeologiai tevékenység ujabb eredményei. (59 l.) 1900.
- 39. sz. Pór Antal. Nagy Lajos király viszonya az aquiléjai patriárkákhoz. (45 l.) 1900.
- 40. sz. Békeffi Remig dr. A magyarországi káptalanok megalakulása és Szent Chrodegang regulája. (49, 1 l.) 1901.
- 41. sz. Divald Kornél. A régi Buda- és Pest művészete a középkorban. (103 l.) 1901.
- 42. sz. Bartha József dr. A magyar katholikus énekköltészet a XVIII. századig. (40 l.) 1901.
- 43. sz. Vargha Dezső dr. A kereszténység jogi helyzete a római birodalomban. (84 l.) 1901.
- 44. sz. Platz Bonifác dr. A föld története. (27 l.) 1902.
- 45. sz. Békefi Remig dr. Hogyan lettek a cisterciek tanítórenddé Magyarországon? (52 l.) 1902.
- 46. sz. Érdújhelyi Menyhért. A kolostorok és káptalanok befolyása Magyarországon? (35 l.) 1903.
- 47. sz. Giesswein Sándor dr. Történelembölcselet és szociologia. (61 l.) 1904.
- 48. sz. Noiter Antal dr. Az egyház törvényhozó joga a házasság kötésére vonatkozólag. Különleny. a „Hittudom. Folyóirat”-ból. (87 l.) 1904.
- 49. sz. Csárszky Károly dr. Kanaán és Izrael. (34 l.) 1900.
- 50. sz. Békefi Remig dr. Pauler Gyula emlékezete. (32 l.) 1904.
- 51. sz. Acsay Antal dr. Lubric Ágost emlékezete. 1825–1900. (62 l.) 1905.
- 52. sz. Bán Aladár dr. Képek a finn nép életéből. Néprajzi tanulmány. Képekkel. (70 l.)1905.
- 53. sz. Karácsonyi János dr. Az Argyasi (Argesi, Ardisi) püspökség. (8 l.) 1905.
- 54. sz. Divéky Adorján. Felső-Magyarország kereskedelmi összeköttetése Lengyelországgal, főleg a XVI– XVII. században. (VIII. 70 l.) 1905.
- 55. sz. Karácsonyi János dr. Szent Adalbert védelme. (31 l.) 1906.
- 56. sz. Notter Károly dr. A természetjog. (71 l.) 1906.
- 57. sz. Giesswein Sándor dr. Szent Jakab, Jeruzsálem első püspöke. Egyszersmind válaszul e kérdésre: Voltak-e az Úr Jézusnak testvérei? (32 l.) 1906.
- 58. sz. Czuberka Alfréd. Kuruckori fegyverek. (176 l.) 1906.
- 59. sz. Érdújhelyi Menyhért. Szerzeteseink mezőgazdasági tevékenysége 1526 előtt. (20 l.) 1906.
- 60. sz. MailáthJózsef gróf. Sociálizmus és katolicizmus. (171 l.) 1907.
- 61. sz. Erdélyi László. Egyházi földesúr és szolgái a középkorban. (47 l.) 1907.
- 62. sz. Sörös Pongrác. Jerosini Brodarics István. (1471–1539.) (148 l.) 1907.
- 63. Hanuy Ferenc dr. A parthenogenesis első nyomai az őskeresztény írók műveiben. (42 l.) 1907.
- 64. Prónai Antal dr. Csaplár Benedek emlékezete. (26 l.) 1907.
- 65. Pór Antal. De-Surdis II. János esztergomi érsek. (56 l.) 1907.
- 66. Katona Lajos dr. Egy fejezet Petrarca életéből. (16 l.) 1907.
- 67. Túri Béla. A főkegyúri jog és az autonómia. Különös tekintettel a vallás- és tanulmányalapítványokra. (98 l.) 1907.
- 68. sz. Mázy Engelbert dr. A tiszta erkölcs érdekében. (16 l.) 1908.
- 69. sz. Lukisics József dr. Középkori pápai adókönyvek. (28 l.) 1908.
- 70. sz. Huber Lipót. A napkeleti bölcsek. (Szent Máté 2. 1–12.) Exegetikus tanulmány. (152 l.) 1908.
- 71. sz. Bódiss Jusztin dr. Xenophon „Sokrates emléke” című munkájának hiperkritikusai és pedagógiai értéke. (100 l.) 1908.
- 72. sz. Áldásy Antal dr. A görög búcsú ügye a baseli zsinaton. (84 l.) 1909.
- 73. sz. Molla Haszán Elkián. Az egri török emlékirat a kormányzás módjáról. Eger vár elfoglalása alkalmával az 1596. évben írta –. A Konstantinápolyban őrzött török kéziratból fordította és magyarázatát írta Karácson Imre dr. (28 l.) 1909.
- 74. sz. Pór Antal. Az Esztergom-várbeli Szent István első vértanúról nevezett prépostság története. (124 l.) 1909.
- 75. sz. Kmockó Mihály dr. Unu-Amon papyrusa. (36 l.) 1909.
- 76. sz. Platz Bonifác dr. Tudásunk korlátai. (40 l.) 1910.
- 77. sz. Varga Damján dr. Seuse Henrik Amand a magyar kódexirodalomban. (88 l.) 1910.
- 78. sz. Szuszai Antal: A krisztusi pedagógia főelvéről. Székfoglaló. 1911. 58 l.
- 79. sz. Márki Sándor: Du Maine herceg és felesége. 1911. 29 l.
- 80. sz. Concha Győző: A laikus morál válsága, 1912. 14 l.
- 81. sz. Concha Győző: A keresztény vallás a társadalom harcaiban. 1912. 33 l.
- 82. sz. Giesswein Sándor: Kereszténység és békemozgalom. 1913. 25 l.
- 83. sz. Ortvay Tivadar: Habsburgi Mária és férje, II. Lajos magyar király katolikus igazhívőségének kérdése. 1913. 35 l.
- 84. sz. Chobot Ferenc: A romhányi plébánia története. Felolvasta a Szent István-Társulat tudományos és irodalmi osztályának 1912. okt. 25-én tartott ülésén. 87 l.
- 85. sz. Felsmann József: Mányoki levelek a 17. századból. Felolvasta a Szent István Társulat tudományos és irodalmi osztályának 1913. febr. 20-án tartott ülésén. 32 l.
- 86. sz. Márki Sándor: Kresznerics Ferenc leveles könyve. 1914. 49 l.
- 87. sz. Nagy Béni: A Marianus Ferencesek 1790-től az 1823-iki nemzeti zsinatig. 1914. 50 l.
- 88. sz. Platz Bonifác: Az ember származása a legújabb kutatások nyomán. 1914. 32 l.
- 89. sz. Luttor Ferenc: Mária Terézia halála és a római kúria. Nézeteltérések a bécsi udvar és a Vatikán között a „Cappela Pappale“-ra vonatkozólag. A bécsi és római diplomáciai levelezés alapján. 1914. 56 l.
- 90. sz. Kmoskó Mihály: A sémi népek ősvallásának főbb problémái. 1915. 80 l.
- 91. sz. Németh Ambrus: Szent Kamill-rendi szerzetesek Győrött (1761–1786). 1915. 35 l.
- 92. sz. Mohl Adolf: Horvátok bevándorlása 1533-ban. Székfoglaló értek. 1915. 34 l.

## 1915–1944
A sorozat 1918 után részekre oszlott: 
- 1917–1944: Szent István Akadémia hittudomány-bölcseleti osztályának felolvasásai,
- 1918–1944: Szent István Akadémia nyelv és széptudományi osztályának felolvasásai,
- 1918–1944: Szent István Akadémia történelem-, jog- és társadalomtudományi osztályának felolvasásai
- 1918–1943: Szent István Akadémia emlékbeszédei.